# Jhalkaribai

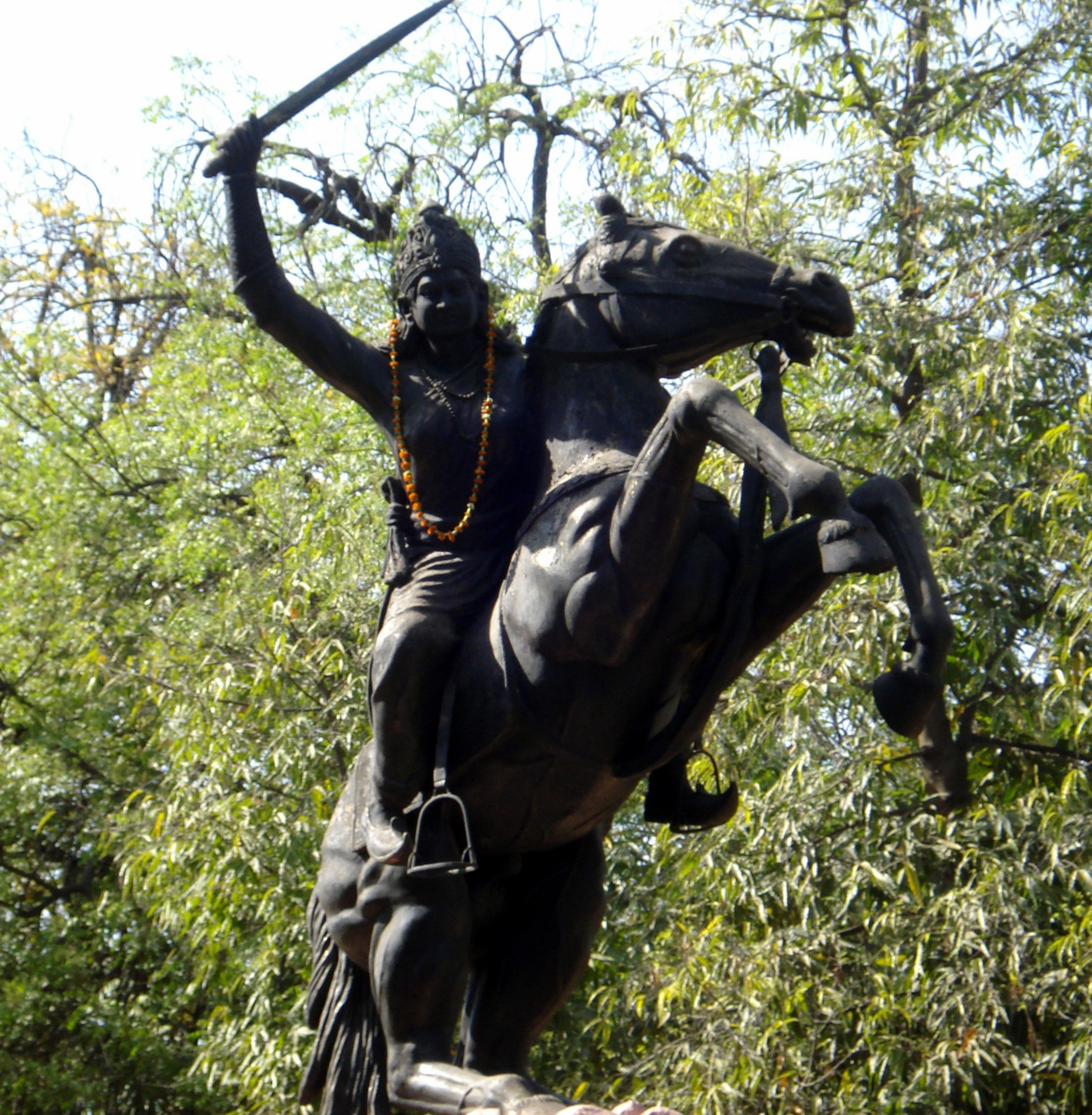
Estátua de Jhalkaribai em Gwalior.

Jhalkaribai (Jhansi, Uttar Pradesh, 22 de novembro de 1830 — Gwalior, Madhya Pradesh, 1858) (em hindi:  झलकारीबाई [dʒʱəlkaːriːˈbaːi]) foi uma mulher guerreira da Índia que desempenhou um importante papel na Rebelião de 1857. Ela serviu no exército feminino da Rainha Laxmibai de Jhansi. Nascida na família Koli, ela eventualmente subiu ao posto de uma das principais conselheiras da rainha Rani. No auge da batalha pelo forte Jhansi, ela se disfarçou como a Rainha e lutou por ela, no fronte, permitindo a Rani escapar em segurança.
A lenda de Jhalkaribai permanece popular entre o povo de Bundelkhand por séculos. Sua vida, especialmente seu heroísmo combatendo o exército da Companhia Britânica das Índias Orientais para proteger sua Rainha, faz parte importante no folclore Bundeli. Sua bravura e sua identidade com o povo koli ajudou a formar um senso de orgulho e unidade cultural no norte da Índia.
Com o passar das décadas, o nome de Jhalkaribai, junto com outras viranganas kshatriya da rebelião indiana, tem tido um papel crucial no cenário político da região norte da Índia, com sua imagem sendo um símbolo de orgulho e honra dos Jhalkaribai do povo Koli, sendo estudada e avaliada com profundo interesse.